# Cincinnatus
Lucius Quinctius Cincinnatus (česky „kučeravý“, „zkadeřený“; kolem roku 519 př. n. l. – 430 př. n. l.) byl významným vojákem a politikem v dobách na počátku římské republiky. V roce 460 př. n. l. zastával konzulát a v letech 458 př. n. l. a 439 př. n. l. byl dvakrát ustanoven římským diktátorem. Cincinnatus byl Římany uctíván jako jedna z pololegendárních postav raných římských dějin a jako člověk, jenž ztělesňoval staré římské ctnosti a mravy. Mezi jeho velké obdivovatele patřil konzervativní senátor Cato starší. Cincinnatus byl vytrvalým oponentem plebejů, přičemž odporoval tribunovi lidu Terentiliovi, jenž požadoval sepsání a kodifikaci zvykového práva, které by platilo stejně pro patricije jako pro plebeje. Žil ve skromných poměrech a sám obdělával své malé pole. Skutečný průběh Cincinnatova života nelze s přesností určit, neboť jeho postava je až příliš obestřena mýty a legendami.
Cincinnatova první diktatura začala v době, kdy kmeny Aequů východně od Latia a Volsků na jihovýchodě ohrožovaly Řím. Římský senát se proto obrátil na Cincinnata, aby převzal úřad diktátora a zachránil město. Senátní delegace, jež ho žádala, aby se stal diktátorem, ho prý zastihla právě při práci na poli. Podle římských letopisců vedl Cincinnatus spořádaný život prostého farmáře a dobře věděl, že jeho odchod může mít za následek hladovění jeho rodiny, neboť v době jeho nepřítomnosti nebude nikdo, kdo by zasel obilí. Přesto bez váhání souhlasil a okamžitě se ujal svěřeného úkolu. Během pouhých šestnácti dnů pak porazil Aequy v bitvě u hory Algidus a zachránil tak zde obklíčené římské vojsko. Obavy spoluobčanů, že si Cincinnatus bude chtít po skončení války udržet moc, se ukázaly neodůvodněné. Ihned po návratu do Říma složil svůj úřad, což je často uváděno jako příklad dobrého vůdcovství, občanských ctností, oddanosti veřejným zájmům a skromnosti. O mnoho let později (439 př. n. l.) byl povolán z odpočinku, aby znovu posloužil vlasti jako diktátor a uklidnil vzbouřené plebeje.

## Cincinnatův odkaz
Na jeho počest byla pojmenována dvě města: Cincinnato v Itálii a Cincinnatus ve státě New York. Rovněž Cincinnati v Ohiu odvozuje svůj název od tohoto slavného římského občana. George Washington, generál během americké války za nezávislost a první prezident Spojených států amerických, byl svými současníky pokládán za moderního Cincinnatova nástupce. Po vítězství ve válce za nezávislost nijak neusiloval o politickou moc a i přes své zvolení prezidentem odešel bezprostředně po skončení dvou volebních období do ústraní. Cincinnatova postava má svůj odraz i v českých dějinách, neboť měl prý být předobrazem Přemysla Oráče v Kosmově kronice.